# Rexton
Rexton är en ort i Kanada.   Den ligger i provinsen New Brunswick, i den östra delen av landet, 800 km öster om huvudstaden Ottawa. Rexton ligger 11 meter över havet och antalet invånare är 818.
Terrängen runt Rexton är mycket platt, och sluttar norrut. Runt Rexton är det mycket glesbefolkat, med 7 invånare per kvadratkilometer.. Närmaste större samhälle är Richibucto, 3,4 km norr om Rexton. 
I omgivningarna runt Rexton växer i huvudsak blandskog.